# Nvidia nForce 700
Die nForce-700-Serie ist eine Familie von PC-Chipsätzen der Firma Nvidia für AMD-Prozessoren mit HyperTransport-Schnittstelle (AMD K8, AMD K9 und AMD K10) sowie Intel-Prozessoren mit NetBurst oder Intel-Core-Mikroarchitektur. Sie steht in Konkurrenz zur AMD-700-Serie, AMD-800-Serie, Intel-3-Serie und Intel-4-Serie.

## Modellübersicht

### AMD K8/K9/K10-Serie
Geeignet für alle Prozessoren der AMD-K8-, AMD-K9- und AMD-K10-Serie. In viele Chipsätze der 700a-Serie wurde ein IGP integriert, um die Features von Hybrid-SLI in allen Preisklassen und Ausstattungen bieten zu können. Bei allen Nforce-700a-Chipsätzen ist die Southbridge in der Northbridge integriert und nicht als separater Chip vorhanden.
Northbridges
| Modell                    | Codename | Release- datum | Pro- zess | CPU- Anbindung  | IGP          | PCIe 2.0 Unterstützung (Organisation)                | Southbridge        | sonstiges                                                                  |
| ------------------------- | -------- | -------------- | --------- | --------------- | ------------ | ---------------------------------------------------- | ------------------ | -------------------------------------------------------------------------- |
| nForce 980a SLI           | MCP82XE  | 30. Mrz. 2009  | 65 nm     | 2000 MHz HT 3.0 | -            | 35 Lanes, 7 Links (2×16 / 1×16, 2×8 (3-way SLI) + 3) | MCP82 (integriert) | 3-Way-SLI, SLI                                                             |
| nForce 780a SLI           | MCP72XE  | Mai 2008       | 90 nm     | 2000 MHz HT 3.0 | GeForce 8200 | 35 Lanes, 7 Links (2×16 / 1×16, 2×8 (3-way SLI) + 3) | MCP72 (integriert) | 3-Way-SLI, SLI, Hybrid-Power und GeForce Boost, PureVideo HD 3. Generation |
| nForce 750a SLI           | MCP72P   | Mai 2008       | 90 nm     | 2000 MHz HT 3.0 | GeForce 8200 | 19 Lanes, 4 Links (1×16 / 2×8 + 3)                   | MCP72 (integriert) | SLI, Hybrid-Power und GeForce Boost, PureVideo HD 3. Generation            |
| nForce 740a SLI           | k. A.    | k. A.          | k. A.     | 2000 MHz HT 3.0 | -            | 20 Lanes, 4 Links (2×8 + 4)                          | k. A.              | SLI                                                                        |
| nForce 730a/ GeForce 8300 | MCP78U   | Mai 2008       | 90 nm     | 2000 MHz HT 3.0 | GeForce 8300 | 19 Lanes, 4 Links (1×16 + 3)                         | MCP78 (integriert) | Hybrid-Power und GeForce Boost, PureVideo HD 3. Generation                 |
| nForce 720a/ GeForce 8200 | MCP78S   | k. A.          | 90 nm     | 2000 MHz HT 3.0 | GeForce 8200 | 19 Lanes, 4 Links (1×16 + 3)                         | MCP78 (integriert) | Hybrid-Power und GeForce Boost, PureVideo HD 3. Generation                 |
| nForce 720D               | MCP78D   | k. A.          | 90 nm     | 2000 MHz HT 3.0 | -            | 19 Lanes, 4 Links (1×16 + 3)                         | MCP78 (integriert) | -                                                                          |
| nForce 710a/ GeForce 8100 | MCP78V   | k. A.          | 90 nm     | 2000 MHz HT 3.0 | GeForce 8100 | 19 Lanes, 4 Links (1×16 + 3)                         | MCP78 (integriert) | Hybrid-Power und GeForce Boost                                             |

Southbridges
| Modell | Pro- zess | PCI- Slots | PATA (ATA-133) | SATA (SATA-II) | Unterstützte RAID-Modi | USB (USB 2.0) | Ethernet (Gigabit) | Audio | Sonstiges |
| ------ | --------- | ---------- | -------------- | -------------- | ---------------------- | ------------- | ------------------ | ----- | --------- |
| MCP82  | 65 nm     | 5          | 2              | 6              | 0, 1, 0+1, 5           | 12            | 2                  | HDA   |           |
| MCP72  | 90 nm     | 5          | 2              | 6              | 0, 1, 0+1, 5           | 12            | 2                  | HDA   |           |
| MCP78  | 90 nm     | 5          | 2              | 6              | 0, 1, 0+1, 5           | 12            | 1                  | HDA   |           |

### Intel AGTL+ Busprotokoll
Geeignet für alle Intel-Prozessoren, die das Busprotokoll AGTL+ nutzen. 
Bei allen Modellen kommt PCI-Express 2.0 zum Einsatz. Bei den Modellen auf C72-Basis wird dies jedoch lediglich durch einen zusätzlichen nForce 200 Brückenchip realisiert, der 32 PCIe-Lanes der zweiten Generation bietet, die die 16 Lanes der ersten Generation in der Northbridge (SPP) ersetzen. Beim nForce 790i wurde dieser Chip in die Northbridge integriert, so dass sie nativ 32 Lanes der zweiten Generation bereitstellt. 
Dieser nForce 200 Chip wurde seitdem auf einigen High-End Platinen späterer Intel-Plattformen (Sockel 1366, 1156 und 1155) verbaut, um mehr als zwei PCIe-16x Slots bereitstellen zu können.
Zusätzlich wurde bei den Modellen nForce 790i Ultra SLI und nForce 790i SLI der Speichercontroller überarbeitet, der nun mit DDR3-Speicher umgehen kann, und die maximale Taktfrequenz des Front Side Bus auf 400 MHz (FSB 1600) erhöht. Beim nForce 790i Ultra SLI (nicht 790i SLI) ist zusätzlich eine Übertaktung auf DDR3-2000 (PC3-16000U) möglich. Die beiden anderen Modelle sind weiterhin auf DDR2-Speicher und 333 MHz (FSB 1333) limitiert. Im Gegensatz zur Vorgängergeneration werden nun auch 45nm CPUs offiziell unterstützt, was vorher sehr hersteller- und boardabhängig war.
Da die Southbridges gegenüber der Vorgängergeneration nicht verändert wurden, bieten sie die gleiche Ausstattung, was besonders beim nForce 750 SLI nicht mehr Zeitgemäß ist.
Northbridges
| Modell                | Codename    | Release       | Fertigungs- prozess | Systembus (MHz)        | max. Speicher- ausbau | Speicher- unterstützung     | IGP                       | PCIe 2.0 Unterstützung (Organisation)                                | Sonstiges                                       |
| --------------------- | ----------- | ------------- | ------------------- | ---------------------- | --------------------- | --------------------------- | ------------------------- | -------------------------------------------------------------------- | ----------------------------------------------- |
| nForce 790i Ultra SLI | C73XE       | 18. Mr. 2008  | 65 nm               | 1600/ 1333/ 1066/ 0800 | 8 GB                  | DDR3-800/1066/1333          | -                         | 60 Lanes, 10 Links, nur 32x PCIe 2.0 (3×16 bzw. 4×8, 1×16, 1×8, 4×1) | 3-Way-SLI, SLI, EPP 2.0 für DDR3-2000           |
| nForce 790i SLI       | C73P        | 18. Mrz. 2008 | 65 nm               | 1600/ 1333/ 1066/ 0800 | 8 GB                  | DDR3-800/1066/1333          | -                         | 60 Lanes, 10 Links, nur 32x PCIe 2.0 (3×16 bzw. 4×8, 1×16, 1×8, 4×1) | 3-Way-SLI, SLI, EPP 2.0 für DDR3-1333           |
| nForce 780i SLI       | C72XE       | 17. Dez. 2007 | 90 nm               | 1333/ 1066/ 0800       | 8 GB                  | DDR2-667/800/1066           | -                         | 62 Lanes, 12 Links, nur 32x PCIe 2.0 (3×16 bzw. 4×8, 1×16, 1×8, 6×1) | 3-Way-SLI, SLI, EPP 1.0 für DDR2-1200           |
| nForce 750i SLI       | C72P        | 17. Dez. 2007 | 90 nm               | 1333/ 1066/ 0800       | 8 GB                  | DDR2-667/800                | -                         | 26 Lanes, 6 Links, nur 24x PCIe 2.0 (1×16, 1×8, 2×1)                 | SLI                                             |
| nForce 740i SLI       | k. A.       | k. A.         | 90 nm               | 1333/ 1066/ 0800       | 8 GB                  | DDR2-667/800 DDR3-1066/1333 | ?                         | 20 Lanes, 6 Links (2×8, 4×1)                                         | SLI, GeForce Boost, PureVideo HD 3. Generation? |
| nForce 730i           | MCP7A-H/U/S | 16. Okt. 2008 | 65 nm               | 1333/ 1066/ 0800       | 8 GB                  | DDR2-667/800 DDR3-1066/1333 | Geforce 9400 Geforce 9300 | 20 Lanes, 6 Links (1×16, 4×1)                                        | GeForce Boost, PureVideo HD 3. Generation       |

Southbridges
| Modell                   | Pro- zess | PCI- Slots | PATA (ATA-133) | SATA (SATA-II) | Unterstützte RAID-Modi | USB (USB 2.0) | Ethernet (Gigabit) | Audio | Sonstiges                                            |
| ------------------------ | --------- | ---------- | -------------- | -------------- | ---------------------- | ------------- | ------------------ | ----- | ---------------------------------------------------- |
| nForce 780i/790i SLI MCP | 90 nm     | 5          | 2              | 6              | 0, 1, 0+1, 5           | 10            | 2                  | HDA   | FirstPacket, TCP/IP-Beschleunigung, DualNet, Teaming |
| nForce 750i MCP          | 90 nm     | 5          | 4              | 4              | 0, 1, 0+1, 5           | 08            | 1                  | HDA   | FirstPacket                                          |
| nForce 740i SLI MCP      | k. A.     | 5          | 0              | 6              | 0, 1, 0+1, 5           | 12            | 1                  | HDA   |                                                      |
| nForce 730i MCP          | 65 nm     | 5          | 2              | 6              | 0, 1, 0+1, 5           | 12            | 1                  | HDA   |                                                      |